# Dolenje Karteljevo
Dolenje Karteljevo je naselje v Občini Novo mesto. 
Karteljevo je vasica, ki ima približno 500 prebivalcev in se deli na Gorenje ter Dolenje Karteljevo. Nahaja se približno 10 kilometrov od Novega mesta v smeri Trebnje nad dolenjsko avtocesto. Ime Karteljevo naj bi dobilo, ko so graščaki iz Ljubljane spraševali kmete in iskali grad Hmelnjik ti pa so jim dejali »kar na levo« po katerem naj bi kasneje vas dobila ime. Ludje se v vasi ukvarjajo večinoma s kmetijstvom najde pa se tudi 5 privatnih podjetij.